# Capinota (província)
Capinota é uma província da Bolívia localizada no departamento de Cochabamba, sua capital é a cidade de Capinota.
A província de Capinota foi criada por lei em 1 de outubro de 1908.
65% da população encontra-se na área rural e 35% na área urbana.
As maiores cidades são Capinota, a capital, e Irpa Irpa.
Capinota faz divisa ao norte com a província de Quillacollo, ao sul com o departamento de Potosí, a leste com a província Esteban Arce e a oeste com a província de Arque.
Capinota tem uma temperatura média de 17,9º C e precipitação pluvial anual de 443 mm.